# Jean-Luc Reitzer
Jean-Luc Reitzer (* 29. Dezember 1959 in Altkirch) ist ein französischer Politiker der Les Républicains (UMP).

## Leben
Reitzer war vom 25. März 1979 bis 15. Juli 2002 Präsident der Communauté de communes d’Altkirch. 1983 wurde Reitzer Bürgermeister von Altkirch. Seit 1988 ist Reitzer Abgeordneter in der Nationalversammlung.